# Elliðavogur
Elliðavogur är en vik i republiken Island.   Den ligger i regionen Höfuðborgarsvæði, i den sydvästra delen av landet, 3 km öster om huvudstaden Reykjavík.
Inlandsklimat råder i trakten. Årsmedeltemperaturen i trakten är 1 °C. Den varmaste månaden är juni, då medeltemperaturen är 12 °C, och den kallaste är februari, med −7 °C.